# (239) Adrastea
(239) Adrastea – planetoida z pasa głównego asteroid okrążająca Słońce w ciągu 5 lat i 40 dni w średniej odległości 2,97 j.a. Została odkryta 18 sierpnia 1884 roku w  Obserwatorium Uniwersyteckim w Wiedniu przez Johanna Palisę. Nazwa planetoidy pochodzi od Adrastei, w mitologii greckiej nimfy kreteńskiej, która wspólnie z Idą miała wychować Zeusa.